# Dermo (Mojoroto)
Dermo is een bestuurslaag in het regentschap Kediri van de provincie Oost-Java, Indonesië. Dermo telt 4129 inwoners (volkstelling 2010).